# TI Media
TI Media (раніше International Publishing Company, IPC Magazines Ltd, IPC Media and Time Inc. UK) був споживчим журналом і цифровим видавцем у Сполученому Королівстві, портфоліо якого продається накладом понад 350 мільйонів примірників щороку. Більшість його назв зараз належать Future plc.

## Історія
У середині 1950-х років у британській журнальній індустрії домінувала невелика кількість компаній, головним чином Associated Newspapers (заснована лордом Гармсвортом у 1890 році), Odhams Press Ltd, Newnes / Pearson і Hulton Press, які боролися одна з одною за ринок. частка на висококонкурентному ринку.
У 1958 році Сесіл Хармсворт Кінг, голова газетної групи The Daily Mirror Newspapers Limited, яка включала Daily Mirror і Sunday Pictorial (тепер Sunday Mirror), разом із провінційною мережею West of England Newspapers, зробили пропозицію Amalgamated Press. Пропозиція була прийнята, і в січні 1959 року він був призначений його головою. За кілька місяців він змінив назву на Fleetway Publications, Ltd. за назвою штаб-квартири Fleetway House на Фаррінгдон-стріт у Лондоні.
Незабаром після цього Odhams Press поглинула George Newnes і Hulton Press. Кінг побачив у цьому можливість раціоналізувати переповнений ринок жіночих журналів, на якому Fleetway і Newnes були головними конкурентами, і зробив ставку на Odhams від імені Fleetway, яка була надто привабливою, щоб ігнорувати її. Fleetway зайняв Odhams у березні 1961 року.

## Подальше читання
- Говард Кокс і Саймон Моватт, «Монополія, влада та політика на Фліт-стріт: суперечливе народження журналів IPC, 1958–63» Історія бізнесу та економіки онлайн (2014) №12